# 逆転裁判 -蘇る真実-
『逆転裁判 -蘇る真実-』（ぎゃくてんさいばん よみがえるしんじつ）は、宝塚歌劇団のミュージカル作品。宙組公演。
2009年2月5日から2月15日に宝塚バウホール、同年2月24日から3月2日に日本青年館で公演された。
形式名は「バウ・ロマン」。2幕。
原作・監修・制作協力は株式会社カプコン。

## 概要
原作はカプコンの法廷アドベンチャーゲーム『逆転裁判』。宝塚歌劇でのゲームソフトの舞台化は初となる。
鈴木圭が脚本と演出を担当、アメリカを舞台にし、蘭寿とむ演じるフェニックス・ライトが難事件を解決するストーリーとなり、ゲームで使用された楽曲もミュージカルで再現された。
本作の好評を受け、『逆転裁判2 -蘇る真実、再び…-』（2009年8月初演）、『逆転裁判3 検事マイルズ・エッジワース』（2013年1月初演）も作られた。

## 出演者
- 寿つかさ[5][6]
- 蘭寿とむ[5][6]
- 美風舞良[5][6]
- 風莉じん[5][6]
- 美羽あさひ[5][6]
- 七帆ひかる[5][6]
- 春風弥里[5][6]
- 鳳翔大[5][6]
- 綾音らいら[5][6]
- 純矢ちとせ[5][6]

- 萌野りりあ[5][6]
- 雅桜歌[5][6]
- 花音舞[5][6]
- 千鈴まゆ[5][6]
- 風羽玲亜[5][6]
- 光海舞人[5][6]
- 花里まな[5][6]
- 綾瀬あきな[5][6]
- 颯舞音桜[5][6]
- 天輝トニカ[5][6]

- 松風輝[5][6]
- すみれ乃麗[5][6]
- 紗羽優那[5][6]
- 千紗れいな[5][6]
- 蒼羽りく[5][6]
- 星吹彩翔[5][6]
- 瀬音リサ[5][6]
- 七瀬りりこ[5][6]
- 愛咲まりあ[5][6]
- 風馬翔[5][6]

## 主な配役
※「（）」は原作の人物に対応する。なお、これら対応人物については出典していない（2018年9月現在）。
- フェニックス・ライト[7][8]（成歩堂龍一） - 蘭寿とむ

- ミラー・アーサー[7][8]（オリジナルキャラクター、ただしキャラクター像は巌徒海慈） - 寿つかさ
- ロッタ・ハート[7][8]（大沢木ナツミ） - 美風舞良
- 裁判長[7][8] - 風莉じん
- レオナ・クライド[7][8]（オリジナルキャラクター、ただしキャラクター像は宝月巴） - 美羽あさひ
- マイルズ・エッジワース[7][8]（御剣怜侍） - 七帆ひかる
- ディック・ガムシュー[7][8]（糸鋸圭介） - 春風弥里
- ラリー・バッツ[7][8]（矢張政志） - 鳳翔大
- モニカ・クライド[7][8]（オリジナルキャラクター、ただしキャラクター像は宝月茜） - 純矢ちとせ
- モエノ・クリステル[7][8] - 萌野りりあ
- ロバート[7][8] - 風羽玲亜
- サラ・シェリー[7][8] - 綾瀬あきな
- マヤ・フェイ（綾里真宵）[7][8] - すみれ乃麗
- ルイス[7][8] - 蒼羽りく
- ネウス・インビット[7][8] - 瀬音リサ

## 映像ソフト化
公演および稽古風景・千秋楽挨拶などの特典映像を収録したDVDが2009年4月20日に発売された。